# Menhir Ilso de Lodos
El menhir Ilso de Lodos, también conocido por el nombre de menhir del alto de Lodos, es un monumento megalítico que data del Neolítico. Está situado en el límite entre los municipios de Guriezo, Ampuero y Rasines, en la comunidad autónoma de Cantabria.

## Descripción
El menhir se sitúa en el paraje conocido como Alto de Los Lodos, a una altitud de 710 m s. n. m. y aproximadamente en el punto que confluyen los términos municipales de Guriezo, Ampuero y Rasines. Es una zona de pastos en la divisoria entre los ríos Asón y Agüera y próxima a la cumbre del Pico de Las Nieves.
El menhir, de 1,86 m altura sin incluir la parte enterrada, está tallado en piedra caliza y forma parte de un conjunto megalítico, junto con otro menhir y un dolmen.